# 季札
季札（？？—），姬姓，名札，又称公子札、延陵季子、延州来季子、季子，吴王寿梦最小的儿子。公元前547年，吴王寿梦将第四子季札封于延陵邑。

## 生平

### 不为君
吴王寿梦想传位于有賢名的幼子季札，季札推荐长兄諸樊继承王位，自己避居于乡野。寿梦死后，寿梦長子諸樊再让季札，季札推拒，諸樊于是即王位，声明自己死后，季札继位。諸樊死後，寿梦次子余祭再让季札，季札还是不当。鲁襄公二十五年（前548年），季札被封于延陵，号曰“延陵季子”。余祭让他治理国内一城，公元前519年，季札被封到州来。寿梦三男馀眛死後，派使者迎季札继承王位，季札不去，反而逃走。王位最后由吳王壽夢庶長子吴王僚继承。馀眛之子公子光不服吴王僚，派刺客将他刺杀，即位为吴王阖闾，吴国成为春秋五霸之一。季札非常长寿，前485年，楚国司马子期伐陈国，吴王夫差派季札援救。季札对子期说吴楚二君应该退而务德，子期听从，吴楚撤军。

### 墓上挂剑

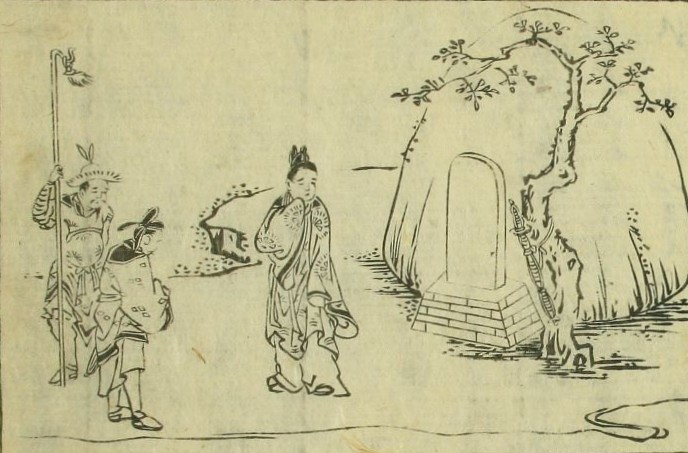
季札墓上挂剑图，出自橘守國所繪的《繪本故事談》

季札出使晋国的时候经过徐国，他佩带宝剑拜访了徐国国君。徐国国君看着季札的宝剑，虽然没有说什么，但显露出想要宝剑的意思。季札因为有出使上国的任务，就没有把宝剑献给徐国国君，但是心里已经答应给他了。季札出使晋国后回到徐国，徐君已经在楚国去世。季札解下宝剑送给继位的徐国国君，季札的随从阻止他说：“这是吴国的宝物，不能用来赠送别人。”季札说：“我不是赠给他的。不久前我经过这里，徐国国君看着我的宝剑，嘴上没有说什么，但是他的神色显露出想要这把宝剑；我因为有出使上国的任务，就没有献给他。虽然如此，在我心里已经答应给他了。如今他死了却不把宝剑进献给他，这是欺骗我自己的良心。因为爱惜宝剑就使自己的良心虚伪，正直的人是不会这样做的。”继位的徐国国君说：“先君没有留下遗命，我不敢接受宝剑。”于是季札把宝剑挂在了徐国国君坟墓边的树上后离去。徐国人赞美季札，歌唱道：“延陵季子兮不忘故，脱千金之剑兮带丘墓。”

### 預言三家分晉

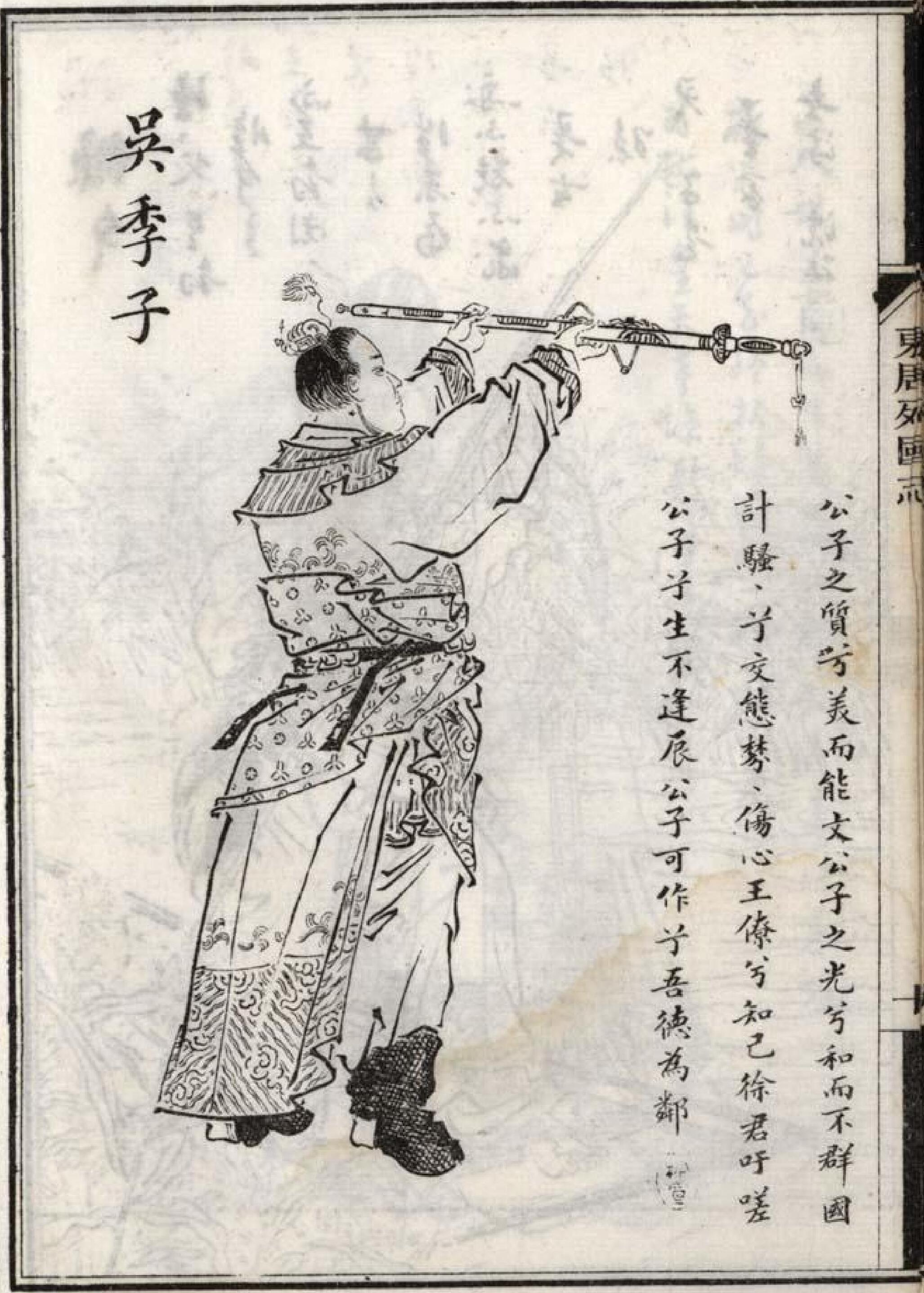
季札

前544年季札出使晉國，隨著深入其國境他先後發出三次感嘆，他的隨從於是問他緣故。季札說：“我剛進入國境時，看到田園荒蕪、雜草叢生，人民卻沒有休息，所以我才知道這個國家的殘暴啊！我進入首都時，看到新蓋的房子品質惡劣，而舊房子反而美好，新築的牆低矮，而舊牆反而高，所以我才知道國民的力量已經用完了啊！等我站在朝廷上，其國君雖懂治國卻不願詢問臣屬，臣屬擅長自我誇耀卻不願勸諫國君，所以我才知道這個國家的混亂啊！”
季札在晉國與趙文子、韓宣子、魏獻子三人接觸後，認為「君侈而多良，大夫皆富，政將在家」，預言晉國以後的政權將落在這三家手中，並預警晉國公族賢臣叔向要小心。一百多年後三家分晉成真。

### 季札葬子

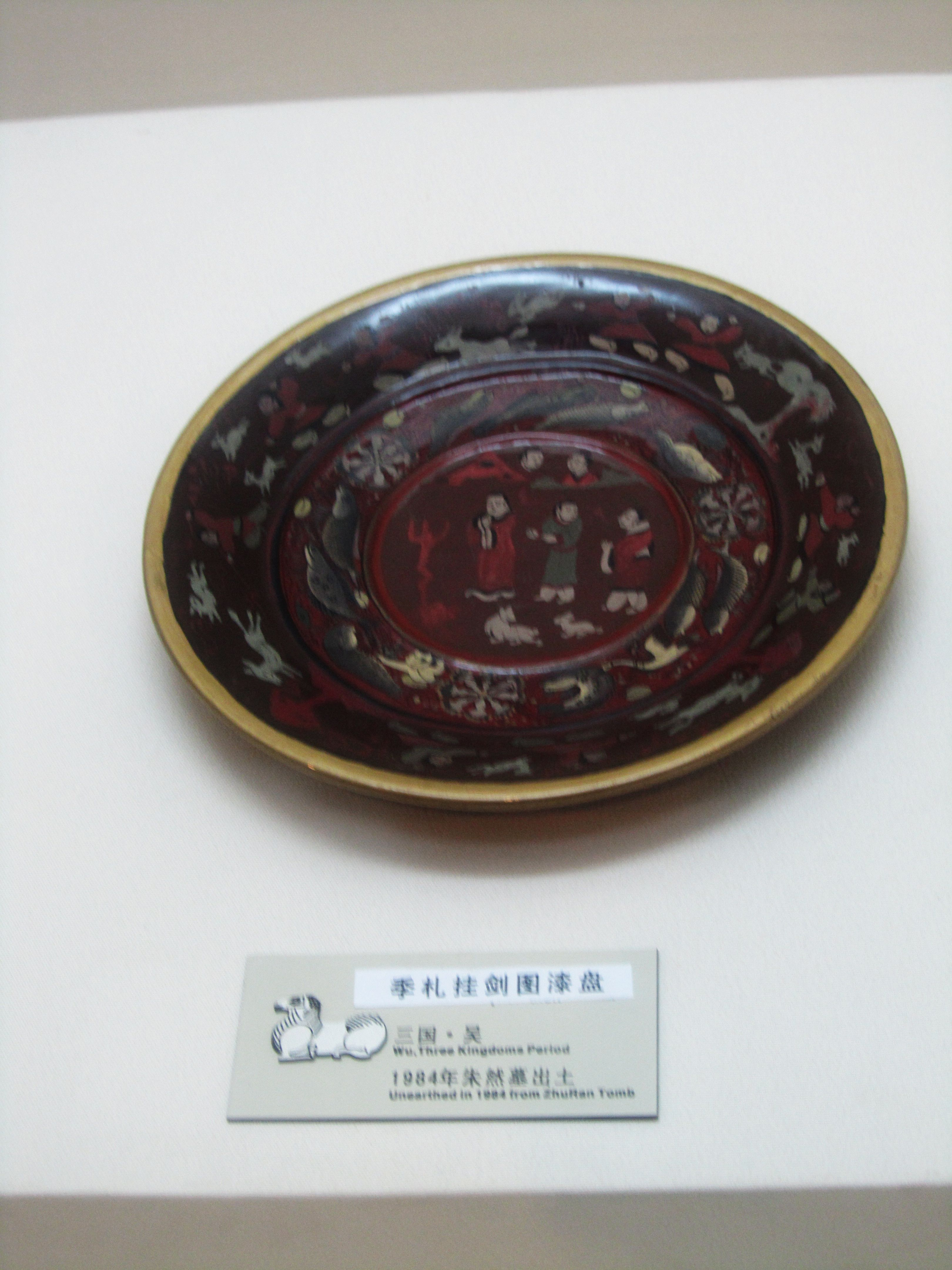
朱然墓出土季札挂剑图漆盘

鲁昭公二十七年（前515），季札第二次出訪北方，長子隨行；在回程經過齊國時，長子卻得急病死了。當時難以將屍體帶回吳國，只好就地埋葬，葬于嬴、博（臨近魯境的齊地）之间。當時季札舉行的葬禮是如此的：首先挖一個土坑，要挖得深，但不能冒出水。下葬時，死者只穿著平日服裝，未更換華衣。靈柩放下，用土覆蓋，大小剛好掩住墓穴（廣輪掩坎），並略為堆高，稱為「封」（古代葬禮，仍未流行把墳堆高，亦未植樹以為標記，稱為「不封不樹」，後世才慢慢堆土為墳），高至人俯身就可以撫著（隱）。季札舉行葬禮時，「左袒、右還」，即袒露左臂，然後從右邊環繞墓塋，一邊走一邊這樣呼號了三次：「骨肉歸於塵土，這就是生命呀！但靈魂甚麼地方都可以去，甚麼地方都可以去！」之後，季札便踏上歸途。。”</ref>